# Jean Etcheverry-Aïnchart
Jean Etcheverry-Aïnchart (Saint-Étienne-de-Baïgorry, 1914 – 2003) est un notaire et politique français, nationaliste basque, des Pyrénées-Atlantiques. 

## Biographie
Fils de Désiré Etcheverry-Aïnchart (1869-1966), conseiller général du canton de Saint-Étienne-de-Baïgorry de 1913 à 1940, et de Georgette Galimard (1882-1962).
Député à l'Assemblée nationale constituante (1945-1946), il demanda l'autonomie du Pays basque dans le cadre de la République française, une autonomie qui aurait débouché sur la création d'un "département Pays basque" et dont le  "Statut d'autonomie du Pays Basque dans la République française" avait été rédigé par Marc Légasse, André Ospital, Pierre Landaburu et, peut-être Jacques Darmendrail, les quatre s’étant présentés de manière coordonnée aux élections cantonales de septembre 1945.
Postérieurement, il fut élu conseiller général du canton de Saint-Étienne-de-Baïgorry de 1951 à 1976.
En 1963, année de la charte d'Itxassou, il se joint à Enbata, le premier mouvement politique abertzale en Pays basque français animé notamment par Jakes Abeberry et Ximun Haran.
Aux élections cantonales de 1964, Etcheverry-Ainchart franchit une nouvelle étape, il s'est étiqueté Enbata en s'y présentant et en gagnant une nouvelle fois son siège au Parlement de Navarre.
Au cours des années 1970, il est proche de Ximun Haran (1928-2013), de Ramuntxo Camblong (1940-) et d'Eugène Goyheneche (1915-1989). En 1981, ils créent un nouveau mensuel politique basque appelé Ager.

## Écrits
La vallée de Baïgorry sous la Révolution (I) dans Bulletin de la Société des sciences, lettres et arts (Bayonne, n° 70, 1954, p. 107-124).
La vallée de Baïgorry sous la Révolution (II) dans Bulletin de la Société des sciences, lettres et arts (Bayonne, n° 71, 1955, p. 1 et s.).
Baïgorry au XVIIIe siècle, un peuple indépendant et fier dans Bulletin de la Société des sciences, lettres et arts (Bayonne, n° 75, 1956, p. 21 et s.).
Baïgorry au XVIIIe siècle. La vallée et les agents du pouvoir central dans Bulletin de la Société des sciences, lettres et arts (Bayonne, n° 76, 1956, p. 45 et s.).
Les maisons de Baïgorry à la veille de la Révolution dans Gure Herria (Bayonne, 1963, p. 230-242).
Usages locaux relatifs à la conservation du bien familial dans le canton de Saint-Etienne-de-Baigorry dans Bulletin du Musée Basque (Bayonne, n° 27, 1er trimestre 1965, p. 27-30).
contribution à Études sur l’Histoire des Assemblées d’états, Paris, PUF, 1966.
avec Maïté Lafourcade : La transmission juridique de la maison basque dans Etxea ou la maison basque (Saint-Jean-de-Luz, Lauburu, 1980, pp. 39-82).
Après la Révolution, l'etxe encore, l'etxe toujours dans "Etxea ou la maison basque" (Saint-Jean-de-Luz, Lauburu, 1980, pp. 61-82).
Brèves observations sur un maître ayant travaillé en Basse-Navarre au milieu du XVIIe siècle dans Hil harriak, Actes du colloque international sur la stèle discoïdale. Musée Basque de Bayonne, 8-10 juillet 1982 (Bayonne, Amis du Musée Basque, 1984, pages 191 à 195) [organisé par l'Association Lauburu, la Société des sciences, lettres et arts de Bayonne et la Société des Amis du Musée basque].
contribution à L'Europe, l’Alsace et la France : problèmes intérieurs et relations internationales. Études réunies en l’honneur du doyen Georges Livet pour son 70e anniversaire, Colmar, 1986.
Les partages de famille de Basse-Navarre de la Révolution à la loi de 1971 dans Azpilcueta (Donostia-San Sebastián, n° 13, 1998, pp. 103-116,  (ISBN 84-89516-90-1)) [extrait de la journée d'étude du 3 septembre 1994 de la section droit transfrontalière de la Société d'études Basques-Eusko Ikaskuntza et du Centre d'études Basques de l'Université de Pau et des pays de l'Adour].
Jean Etcheverry-Ainchart (1914-2003) par Peio Etcheverry-Ainchart (Vitoria-Gasteiz, Bidegileak n° 58, 2009, Eusko Jaurlaritza Argitalpen Zerbitzu Nagusia : Servicio Central de Publicaciones del Gobierno Vasco, 24 p., 978-84-457-3020-1).